# Homalium moto
Homalium moto är en videväxtart som beskrevs av Harold St.John. Homalium moto ingår i släktet Homalium och familjen videväxter. Inga underarter finns listade i Catalogue of Life.